# Попеску, Думитру Раду
Думи́тру Ра́ду Попе́ску (рум. Dumitru Radu Popescu; 19 августа 1935, Пэуша, Бихор — 2 января 2023, Бухарест) — румынский писатель, журналист, сценарист и политик. Член-корреспондент Румынской академии (1997), академик (2006).

## Биография
В 1961 году окончил Клужский университет. Был главным редактором журналов «Steaua» (1956—1969), «Tribuna» (1969—1982) и «Contemporanul» (с 1982). С 1975 года — депутат Великого национального собрания. В 1982—1990 годах председатель Союза писателей Румынии. Член Румынской коммунистической партии, с 1969 года — кандидат, а в 1981—1989 — член ЦК РКП.

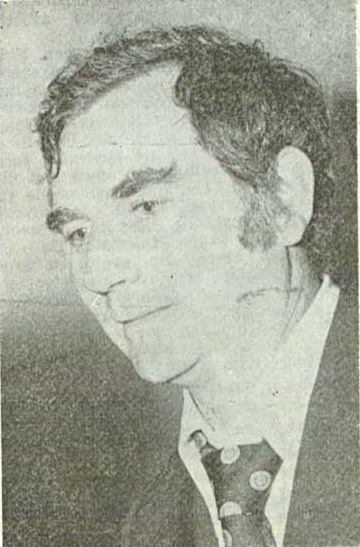
Фото из журнала Teatrul (1985)

Скончался 2 января 2023 года.

## Сочинения

### Романы
- Ф / F (1969)
- Королевская охота / Vânătoarea regală (1973)
- Хромой заяц (1980)

### Пьесы
- Птица Шекспир / Pasărea Shakespeare (1974)
- Фаянсовый гном из летнего сада

### Сценарии
- 1963 — Улыбка в разгаре лета / Un surâs în plină vară
- 1966 — У врат земли / La porţile pămintului
- 1968 — Бал в субботу вечером / Balul de sîmbata seara (с Джо Сайзеску)
- 1970 — Слишком маленький для такой большой войны / Prea mic pentru un război atât de mare
- 1974 — Пэкалэ / Păcală (с Джо Сайзеску)
- 1979 — Скорбно Анастасия шла / Duios Anastasia trecea
- 1980 — Парение / Zbor planat
- 1980 — Невеста из поезда / Mireasa din tren
- 1983 — / Caruta cu mere
- 1983 — / Fructe de pădure
- 1988 — Нелу / Nelu
- 1989 — Белое кружевное платье / Rochia albă de dantelă
- 2005 — / 15 (с Серджиу Николаеску)

## Награды
- Кавалер ордена Звезды Румынии (2015 год)[5]
- Кавалер ордена «За верную службу» (2002 год)[6]
- Почётный гражданин Бухареста (7 сентября 2020 года)[7]